# Pedro de la Vega
Pedro de la Vega (ur. 7 lutego 2001 w Olavarríi) – argentyński piłkarz pochodzenia włoskiego występujący na pozycji skrzydłowego, od 2024 roku zawodnik amerykańskiego Seattle Sounders.